# Kaliumwolframat
Kaliumwolframat ist eine anorganische chemische Verbindung des Kaliums aus der Gruppe der Wolframate.

## Gewinnung und Darstellung
Kaliumwolframat kann unter anderem durch Reaktion von Calciumwolframat mit Kaliumfluorid gewonnen werden.
{\displaystyle {\ce {CaWO4 + 2KF -> K2WO4 + CaF2}}}
Es entsteht auch beim Schmelzen von Kaliumpyrosulfat mit Wolframsäure.
{\displaystyle {\ce {WO3 + K2S2O7 -> K2WO4 + 2SO3}}}

## Eigenschaften
Kaliumwolframat ist ein farb- und geruchloser Feststoff, der löslich in Wasser ist. Es existiert auch ein Dihydrat. Kaliumwolframat besitzt bei Normalbedingungen eine Kristallstruktur mit der Raumgruppe C2/m (Raumgruppen-Nr. 12). Es existieren jedoch noch zwei weitere Modifikationen bei Normaldruck und eine Hochdruckvariante. Erstere bilden sich bei 375 °C bzw. 455 °C, wobei letztere eine hexagonale Kristallstruktur mit der Raumgruppe P63/mmc (Raumgruppen-Nr. 194) besitzt. Die Hochdruckvariante besitzt eine monokline Kristallstruktur.

## Verwendung
Kaliumwolframat wird bei der Nutzung von Solarenergie und in der Wasseraufbereitung eingesetzt. Es wird auch als Fällungsmittel für Alkaloide, in der Wolframgewinnung und als analytisches Reagens verwendet. Ferner wird es Brennstoffzellen mit geschmolzenem Karbonat hinzugefügt, um die Korrosion von Edelstahlteilen zu verzögern und das Sintern der Anode zu verhindern.

## Verwandte Verbindungen
Mit K0,33WO3,165 und Kaliumdiwolframat K2W2O7 sind mindestens zwei weitere Kaliumwolframate neben K2WO4 bekannt.